# Небогатов, Николай Иванович
Никола́й Ива́нович Небога́тов (родился 20 апреля 1849 — умер, по разным версиям, 4 августа 1922, Москва, РСФСР или в 1934 году, дер. Михайловка, Крымская АССР) — русский флотоводец, контр-адмирал. Участник Цусимского сражения (1905), командующий 3-м броненосным отрядом, после выбытия из строя старшего флагмана - командующий всей эскадрой. Утром 15 мая ввиду невозможности прорыва сдал японцам повреждённые остатки эскадры. В России в 1906 году был отдан под суд и приговорён к смертной казни с заменой длительным заключением, позднее помилован Николаем II.

## Послужной список
Происходил из дворянской семьи.
- 1869 — Окончил Морское училище.
- 20 апреля 1869 — Гардемарин.
- 24 октября 1871 — Мичман.
- 31 марта 1874 — Лейтенант.
- 24 апреля 1882 — 27 ноября 1886 — старший офицер клипера «Разбойник».
- 1 января 1886 — Капитан 2-го ранга «за отличие по службе».
- 8 октября 1888 — Командир канонерской лодки «Гроза».
- 4 марта 1889 — Командир канонерской лодки «Град».
- 5 августа 1891 — Командир крейсера 2-го ранга «Крейсер».
- 6 декабря 1894 — Капитан 1-го ранга.
- 1895 — Флаг-капитан штаба командующего Практической эскадрой Балтийского моря.
- 11 сентября 1895 — Флаг-капитан берегового штаба старшего флагмана 2-й флотской дивизии.
- 1896 — Окончил курс военно-морских наук Николаевской морской академии.
- 6 сентября 1896 — Командир броненосного крейсера «Адмирал Нахимов».
- 18 мая 1898 — Командир 4-го флотского экипажа.
- 6 декабря 1898 — Командир 16-го флотского экипажа, броненосца береговой обороны «Первенец» и начальник Учебно-артиллерийской команды.
- 1 мая 1900 — 6 декабря 1901 — командир броненосного крейсера «Минин».
- 13 сентября 1900 — Помощник начальника Учебно-артиллерийского отряда Балтийского флота.
- 6 декабря 1901 — Контр-адмирал «за отличие по службе».
- 26 мая 1903 — Начальник Учебного отряда Черноморского флота.

### Командующий 1-м отдельным отрядом судов Тихого океана
В начале осени 1904 года некоторые адмиралы заговорили о слабости Второй Тихоокеанской эскадры, которая уже шла на юг вдоль берегов Африки. О том же говорилось в статьях капитана 2-го ранга Н. Л. Кладо, которые стала публиковать газета «Новое время». Все это создало эмоциональный фон, подтолкнувший Морское ведомство к решению усилить эскадру З. П. Рожественского кораблями Балтийского флота. 11 октября на совещании под руководством генерал-адмирала было принято решение составить эскадру из двух эшелонов:
- 1-й эшелон:
  - Эскадренный броненосец «Император Николай I»
  - Броненосец береговой обороны «Адмирал Ушаков»
  - Броненосец береговой обороны «Адмирал Сенявин»
  - Броненосец береговой обороны «Генерал-адмирал Апраксин»
  - Броненосный крейсер «Владимир Мономах»
- 2-й эшелон:
  - Эскадренный броненосец «Император Александр II»
  - Эскадренный броненосец «Слава»
  - Бронепалубный крейсер «Адмирал Корнилов»
  - Броненосный крейсер «Память Азова»
  - Минные крейсера

Снаряжение 3-й эскадры началось только в декабре 1904 года, когда корабли 1-го эшелона уже успели уйти на зимовку в Кронштадт и списать на берег часть личного состава. В результате авральной подготовки часть матросов не попала на свои корабли, а часть экипажа была укомплектована неопытными призывниками.
Отряд Небогатова покинул Либаву 3 февраля 1905 года, 19 февраля прошёл Гибралтарский пролив, 12-13 марта прошёл Суэцкий канал и 26 апреля соединился с основными силами эскадры близ Сингапура.

### Цусимское сражение
После ранения вице-адмирала Зиновия Петровича Рожественского, командующего 2-й эскадрой Тихого океана, и выхода из боя флагмана «Князь Суворов», Небогатов не сразу принял командование, т. к. считал, что контр-адмирал Дмитрий Густавович фон Фёлькерзам жив (именно он должен был принять командование эскадрой в случае ранения З. П. Рожественского). Фактически он так и не смог объединить под своим началом эскадру и продолжал командовать только своим отрядом (кроме того, в ходе боя он принял на себя командование флагманом вместо раненого капитана). Уже к вечеру миноносец «Буйный» со штабом на борту и сигналом «Адмирал на миноносце» догнал эскадру около 18:00 и поднял сигнал  «Адмирал передаёт командование контр-адмиралу Небогатову», но на броненосце «Император Николай I» сигнал не разобрали, и в 18:05 тот же приказ был передан Небогатову голосом с миноносца «Безупречный» вместе с указанием следовать во Владивосток. В этой ситуации Небогатов принял решение о сдаче фактически единолично. В 10:53 15 мая 1905 года сдал японцам эскадренные броненосцы «Император Николай I», «Орёл», броненосцы береговой обороны «Генерал-адмирал Апраксин» и «Адмирал Сенявин». По заключении Портсмутского мирного договора освобождён и вернулся в Россию.
По сообщению газеты «Япония и Россия», издаваемой для военнопленных в Японии, желание контр-адмирала Небогатова и офицеров его штаба (которые получили отставку из Русского флота) быть отпущенными на слово, было японским правительством удовлетворено. В сопровождении японского офицера они прибыли 26 сентября из Киото в Кобе и на станции Санномия были встречены Французским вице-консулом. Оттуда отправились во французское консульство, где произошла их формальная сдача, после чего они поместились под другими именами в Hotel de Paris. 27 сентября на пароходе "Нубія" все отправились в Шанхай.

### Суд и заключение

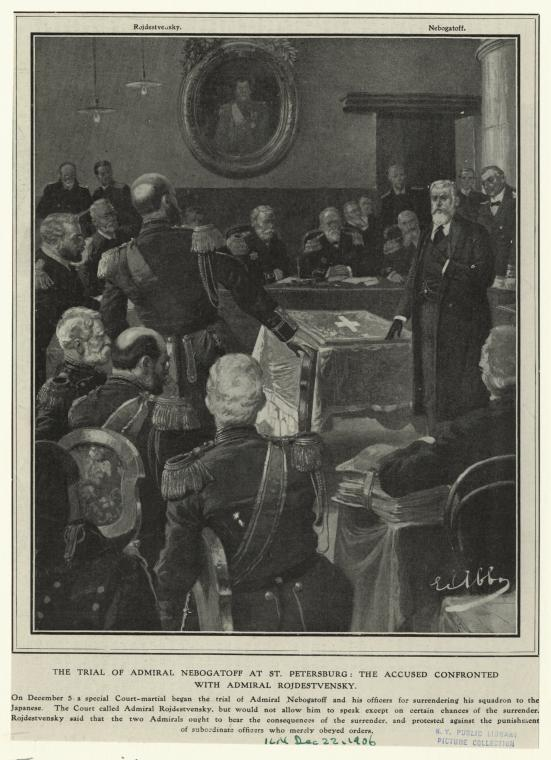
Небогатов в суде в декабре 1906 года

Особое присутствие военно-морского суда Кронштадтского порта 11 декабря 1906 года признало виновными «бывшего контр-адмирала, а ныне дворянина Н. И. Небогатова» в том, что 15 мая 1905 года в Японском море, будучи после боя настигнут и окружен неприятельской эскадрой, выслушав от флаг-капитана Кросса мнение командира броненосца «Император Николай I» о необходимости сдаться, приказал поднять сигнал о сдаче, спустить Андреевский и поднять японский флаг, имея возможность продолжать бой. Небогатов вместе с командирами сдавшихся броненосцев Смирновым, Григорьевым и Лишиным был приговорен судом к смертной казни, но, «во внимание к долговременной безупречной их службе и крайнему утомлению, в котором они находились после блестяще исполненного исключительного перехода», суд постановил ходатайствовать перед императором о замене для них смертной казни заключением в крепость на 10 лет, причем дальнейшую участь подсудимых представить на Монаршее милосердие.
В итоге «Всемилостивейше повелено: согласно ходатайству особого присутствия кронштадтского военно-морского суда, осужденных по делу о сдаче 15 мая 1905 года неприятелю броненосцев „Император Николай I“, „Орел“, „Адмирал Сенявин“ и „Генерал-адмирал Апраксин“ бывшего контр-адмирала, дворянина Небогатова и бывших капитанов 1 ранга дворян: Смирнова, Григорьева и Лишина взамен определённой им судом смертной казни без лишения прав состояния подвергнуть заточению в крепости на Десять лет каждого с последствиями, указанными в 16 статье Военно-морского устава о наказаниях».
Отбыв 2 года, Небогатов был освобождён по приказу императора Николая II, ввиду плохого состояния здоровья. Согласно официальной информации, Н. Небогатов скончался в Москве 4 августа 1922 года. Вместе с супругой, Надеждой Петровой, и двумя дочерьми, Еленой и Натальей, погребён на Введенском кладбище (23 уч.). По другим сведениям, он дожил до глубокой старости и скончался в 1934 году в крымском селе Михайловка, где одно время учительствовал в школе.

## Семья
Жена Надежда Петрова
Дети:
- Елена Николаевна
- Наталья Николаевна (ум. 1956)